# Norma Sanchez
Norma G. Sanchez es una física argentina y francesa con experiencia en investigación en física teórica, gravedad, cosmología, física de partículas, física de alta energía y teoría cuántica de campos. Es profesora emérita de Física y Directora de Investigación en el Centro Nacional para la Investigación Científica (CNRS), el Observatorio de París y la PSL Research University.
Su trabajo se centra en los agujeros negros, la radiación de Hawking, la teoría de cuerdas en gravedad y cosmología, la teoría de la inflación efectiva frente a las observaciones de WMAP, la materia oscura de keV y la estructura de la galaxia y los modelos teóricos que relacionan la gravedad y la física cuántica. Es la fundadora y directora de la Escuela Internacional Daniel Chalonge - Hector de Vega, inaugurada en el otoño de 1991 por el físico Nobel Subrahmanyan Chandrasekhar.

## Primeros años y educación
Nacida en la ciudad de Ensenada, Buenos Aires, Argentina, su padre Antonio Luis Sanchez de Martino trabajó en la industria petrolera, YPF, y su madre Norma Iris Piccoli di Tores en educación y astronomía, Sanchez siguió estudios primarios en la Escuela Nacional Hypolite Bouchard, estudios preuniversitarios en la Escuela Normal Nacional de niñas N°1 Miss Mary O. Graham en la ciudad de La Plata y completó su M.Sc. en Física Teórica en la Facultad de Ciencias Exactas, Universidad Nacional de La Plata, Argentina, el 21 de diciembre de 1973. [cita requerida]
Obtuvo un doctorado en física de la Facultad de Ciencias Exactas, Universidad Nacional de La Plata, Argentina, recibido en 1976 por la tesis "Teoría de la dispersión de ondas por un agujero negro" y es doctora de Estado en Física, Universidad de París, 1979 con una tesis "Sobre la física de campos y la geometría del espacio-tiempo".
La película "La Dama de la Ciencia" documenta su vida en París y Ensenada.

### Investigación y carrera
De 1973 a 1975, Sanchez fue asistente de enseñanza en la Universidad Nacional de La Plata, Facultad de Ciencias Exactas y una investigadora en el Consejo de Investigación Científica Argentina (CONICET), Instituto de Astronomía y Ciencia Espacial (IAFE), campus UBA, Buenos Aires.
En 1976, se unió al Centro Nacional para la Investigación Científica (CNRS), como investigadora en física teórica, y actualmente es Directora de Investigación en el CNRS. Entre 1986 y 1987 Sanchez tuvo un nombramiento de visita en CERN - División de Teoría, Ginebra, Suiza y en 11988 en NORDITA - Instituto Niels Bohr, Copenhague, Dinamarca.
A principios de su carrera, Sanchez trabajó en la Teoría de Dispersión y Absorción de Ondas por Agujeros Negros y un nuevo enfoque para la Teoría Cuántica de Campos en marcos acelerados y espacios-tiempos curvados. Luego, Sanchez comenzó su colaboración de toda la vida con Hector de Vega, trabajando en nuevos enfoques para la teoría de cuerdas en gravedad, cosmología y agujeros negros. Su trabajo continuó en modelos de materia oscura, materia oscura de keV en particular (WDM), estructura a gran escala, formación de galaxias y física de partículas.